# Campionato italiano di calcio da tavolo 1987
Il tredicesimo campionato italiano di Subbuteo agonistico (calcio da tavolo) fu il primo organizzato dalla neonata A.I.C.I.M.S.. Le gare si disputarono a Firenze nel 1987. La competizione fu suddivisa nella categoria "Seniores" e nella categoria "Juniores", quest'ultima riservata ai giocatori "Under16".

## Medagliere
| Pos. | Regione               |   |   |   | Totale |
| ---- | --------------------- | - | - | - | ------ |
| 1    | Puglia                | 1 | 0 | 0 | 1      |
| 2    | Lazio                 | 1 | 0 | 0 | 1      |
| 3    | Lombardia             | 0 | 1 | 0 | 1      |
| 4    | Sicilia               | 0 | 1 | 0 | 1      |
| 5    | Abruzzo               | 0 | 0 | 1 | 1      |
| 6    | Friuli-Venezia Giulia | 0 | 0 | 1 | 1      |

## Risultati

### Categoria Seniores

#### Girone A
- Alessandro Benedetti - Giovanni Lazzara 3-1
- Emanuele Funaro - Roberto Iacovich 1-1
- Alessandro Benedetti - Roberto Iacovich 3-1
- Giovanni Lazzara - Emanuele Funaro 4-4
- Emanuele Funaro - Alessandro Benedetti 3-2
- Roberto Iacovich - Giovanni Lazzara 3-0

#### Girone B
- Luca Mancini - Giuseppe Di Censi 4-2
- Enrico Tecchiati - Walter Pertossi 9-2
- Luca Mancini - Walter Pertossi 10-0
- Luca Mancini - Enrico Tecchiati 3-2
- Giuseppe Di Censi - Enrico Tecchiati 4-1
- Giuseppe Di Censi - Walter Pertossi 10-0

#### Girone C
- Antonio Aloisi - Carlo Grandinetti 2-0
- Giuseppe Ogno - Antonio Montuori 2-2
- Antonio Aloisi - Giuseppe Ogno 3-0
- Antonio Aloisi - Antonio Montuori 2-2
- Antonio Montuori - Carlo Grandinetti 5-2
- Giuseppe Ogno- Carlo Grandinetti 3-0

#### Girone D
- Mario Baglietto - Andrea Lessona 7-1
- Edoardo Costanzo - Sergio Scipi 3-0
- Mario Baglietto - Edoardo Costanzo 3-1
- Mario Baglietto - Sergio Scipi 2-2
- Andrea Lessona - Sergio Scipi 0-0
- Edoardo Costanzo - Andrea Lessona 5-3

#### Quarti di finale
- Emanuele Funaro - Giuseppe Di Censi 6-2
- Antonio Aloisi - Edoardo Costanzo 4-2
- Alessandro Benedetti - Luca Mancini 2-1
- Mario Baglietto - Antonio Montuori 2-0

#### Semifinali
- Emanuele Funaro - Antonio Aloisi 2-0
- Alessandro Benedetti - Mario Baglietto 2-3

#### Finali
Finale 7º/8º posto
Luca Mancini - Edoardo Costanzo 4-1
Finale 5º/6º posto
Giuseppe Di Censi - Antonio Montuori 4-3
Finale 3º/4º posto
Antonio Aloisi - Alessandro Benedetti 3-2
Finale 1º/2º posto
Mario Baglietto - Emanuele Funaro 3-1

### Categoria Juniores

#### Girone A
- Massimiliano Bagnasco - Giancarlo Summa 4-0
- Marco Montuori - Massimiliano Bagnasco 8-1
- Giancarlo Summa - Marco Montuori 0-10

#### Girone B
- Massimiliano Nastasi - Andrea Mazza 6-0
- Brian Benvenuto - Gianluca Carnaghi 6-0
- Gianluca Carnaghi - Andrea Mazza 4-0
- Brian Benvenuto - Andrea Mazza 7-0
- Massimiliano Nastasi - Brian Benvenuto 2-0
- Massimiliano Nastasi -Gianluca Carnaghi 2-1

#### Girone C
- Filippo Morabito - Massimo Ghezzi 11-0
- Filippo Morabito - Marco Mingrone 0-0
- Marco Mingrone - Massimo Ghezzi 12-0

#### Girone D
- Pasquale Torano - Diego Tura 3-0
- Emanuele Cattani - Emanuele Licheri 2-0
- Emanuele Cattani - Diego Tura 2-0
- Diego Tura - Emanuele Licheri 2-0
- Pasquale Torano - Emanuele Licheri 2-0
- Pasquale Torano - Emanuele Cattani 6-1

#### Quarti di finale
- Brian Benvenuto - Marco Montuori 1-0
- Marco Mingrone - Emanuele Cattani 2-1
- Massimiliano Nastasi - Massimiliano Bagnasco 4-1
- Filippo Morabito - Pasquale Torano 5-2

#### Semifinali
- Marco Mingrone - Brian Benvenuto 3-2dts
- Filippo Morabito - Massimiliano Nastasi 2-1

#### Finali
Finale 7º/8º posto
Emanuele Cattani - Massimiliano Bagnasco 7-1
Finale 5º/6º posto
Marco Montuori - Pasquale Torano 2-0
Finale 3º/4º posto
Brian Benvenuto - Massimiliano Nastasi 2-1
Finale 1º/2º posto
Marco Mingrone - Filippo Morabito 3-2